# Halenkov
Halenkov (deutsch Hallenkau) ist eine Gemeinde in der Mährischen Walachei in Tschechien. Sie liegt zwölf Kilometer östlich von Vsetín und gehört zum Okres Vsetín.

## Geographie
Halenkov befindet sich am westlichen Fuße des Javorník-Gebirge am Übergang zu den Wsetiner Bergen im Naturpark CHKO Beskydy. Das Dorf liegt linksseitig des Flusses Obere Betschwa an der Einmündung des Baches Provazný potok und gegenüber der Mündung der Dinotice. Nördlich liegen die Kladnatá (769 m) und Valoviska (616 m), im Nordosten der Palúch (691 m) und Babínek (752 m), östlich der Válkův Grúň (667 m) und die Planinská Kyčera (767 m), im Südosten die Kotlina (805 m), Kyčera nad Boroskou (808 m) und Horní Kobylářka (846 m), südlich die Čerňanská Kyčera (885 m) und Javorová (786 m), im Südwesten der Hrachovec (777 m) und Lucký vrch (502 m) sowie nordwestlich der Ochmelov (733 m). Durch Halenkov führt die Bahnstrecke Vsetín–Velké Karlovice. 
Nachbarorte sind Hluboké, Kršelky, U Holců, Peciválka und Lušová im Norden, Babínek, Brodské, Chromčací, Čubov und Nový Hrozenkov im Nordosten, Břežitá und Malá Vranča im Osten, Pauci, Provazné und Provazný im Südosten, Horní Provazníček, Dolní Provazníček und U Měrečků im Süden, Výpusty, U Špinků, Zbeličné und Bařiny im Südwesten, Tomanůvka, Bratřejůvka und U Hodolů im Westen sowie Dinotice im Nordwesten.
Das Kataster der Gemeinde erstreckt sich entlang der Vsetínská Bečva bis in die Seitentäler der Břežitá, Lušová, Dinotice, des Hluboký potok und des Provazný potok. Nach Süden reicht es bis zur slowakischen Grenze.

## Geschichte
Nachdem der von der Großen Schüttinsel stammende ungarische Adlige Georg Illésházy 1652 die Herrschaft Vsetín  erworben hatte, ließ er 1654 oberhalb von Hovězí im Tal der Vsetínská Bečva den nach seiner Tochter benannten Helenenhof anlegen. Bei dem Herrenhof entstand eine Pasekarensiedlung, die 1657 als Helenovice bezeichnet wurde. Die Siedler waren Walachen, die vor allem von der Zucht von Schafen und Ziegen lebten. Auf dem Helenenhof hatten auch die Untertanen aus Zděchov, dem neu gegründeten Rozinkov sowie ein Teil der Bewohner von Údolí Huslenky ihre Frondienste abzuleisten. Helenovice war anfänglich eine zu Hovězí gehörige Ansiedlung. 1663 errichteten die Türken bei Halenkov ihr Lager und verschleppten einen Großteil der Einwohner. Im Jahre 1670 wurde die Ortschaft als Alenkow bzw. Alinkow bezeichnet. Seit dem 17. Jahrhundert bestanden in Halenkov zwei Mühlen und Sägewerke. Eine davon befand sich im Besitz der Herrschaft. Im Tal der Břežitá entstand an der Flurgrenze zu Rozinkov eine Glashütte. Weiterhin bestand eine Pottaschefabrik. Der Helenenhof besaß das Braurecht für slowakisches Gerstenbier. 1728 wurde die Ansiedlung erstmals als Halenkov bezeichnet. Im 19. Jahrhundert stellten beide Mühlen und Brettsägen sowie die Glashütte den Betrieb ein. Bis zur Mitte des 19. Jahrhunderts blieb das Dorf immer nach Vsetín untertänig.
Nach der Aufhebung der Patrimonialherrschaften bildete Halenkow/Hallenkau ab 1850 eine politische Gemeinde  in der Bezirkshauptmannschaft Valašské Meziříčí. 1868 errichtete Michael Thonet in Hallenkau eine Bugholzfabrik, in der ein Großteil der Bewohner einer Anstellung fand. 1908 wurde die Lokalbahn Wsetin–Groß-Karlowitz eingeweiht. Seit 1909 gehörte die Gemeinde zum Bezirk Vsetín. 1922 hatte die Fabrik Thonets 160 Beschäftigte. In den 1930er Jahren bewilligte die Gemeinde während der Weltwirtschaftskrise die Errichtung eines Treibstofflagers für die Armee, das örtliche Arbeitsplätze schuf. Seit 2003 führt die Gemeinde ein Wappen und erhielt zugleich das Recht zur Führung eines Banners. Im selben Jahre übertrug der Staat die militärischen Liegenschaften unentgeltlich an die Gemeinde. 

## Gemeindegliederung
Für die Gemeinde Halenkov sind keine Ortsteile ausgewiesen. Halenkov besteht aus den Ansiedlungen Bratřejůvka, Břežitá, Černé, Dinotice, Doliny, Dolní Řečiska, Dolní Provazníček, Halenkov, Hluboké, Horní Provazníček, Horní Výpusta, Kopec, Kuželky, Lušová, Pod břehy, Pod kostelem, Provazné, U Janišů, U Šuláčků und U továrny sowie zahlreichen Einöden (Paseken).

## Partnergemeinde
- Štiavnik, Slowakei

## Sehenswürdigkeiten
- Kirche der Kreuzerhöhung
- Kruzifix an der Kirche
- Naturschutzgebiet Kutaný, Urwald in den Vsetínské vrche, nördlich des Dorfes
- Naturschutzgebiet Makyta, südlich des Ortes in den Javorníky

## Sohn des Ortes
- František Kopecký (1931–2023), römisch-katholischer Ordensgeistlicher und Moraltheologe